# Tuffi ai campionati mondiali di nuoto 2013 - Trampolino 3 metri sincro maschile
La competizione di tuffi dal trampolino 3 metri sincro maschile dei campionati mondiali di nuoto 2013 si è disputata il 23 luglio 2013 nella piscina municipale di Montjuïc a Barcellona. La gara si è svolta in due fasi: al mattino si è disputato il turno eliminatorio cui hanno partecipato diciannove coppie di atleti. Le migliori dodici hanno gareggiato per le medaglie nella finale tenutasi la sera.

## Medaglie
| Posizione | Atleti                          | Paese   |
| --------- | ------------------------------- | ------- |
| Oro       | Qin Kai He Chong                | Cina    |
| Argento   | Il'ja Zacharov Evgenij Kuznecov | Russia  |
| Bronzo    | Rommel Pacheco Jahir Ocampo     | Messico |

## Risultati
In verde sono indicate le coppie ammesse alla finale.
| Pos. | Atleti                                    | Nazionalità     | Eliminatorie | Eliminatorie | Finale    | Finale |
| Pos. | Atleti                                    | Nazionalità     | Punti        | Pos.         | Punti     | Pos.   |
| ---- | ----------------------------------------- | --------------- | ------------ | ------------ | --------- | ------ |
|      | Qin Kai He Chong                          | Cina            | 454.32       | 1            | 448.86    | 1      |
|      | Il'ja Zacharov Evgenij Kuznecov           | Russia          | 445.32       | 2            | 428.01    | 2      |
|      | Rommel Pacheco Jahir Ocampo               | Messico         | 404.97       | 6            | 422.79    | 3      |
| 4    | Patrick Hausding Stephan Feck             | Germania        | 427.68       | 3            | 411.27    | 4      |
| 5    | Troy Dumais Michael Hixon                 | Stati Uniti     | 406.98       | 5            | 410.85    | 5      |
| 6    | Ooi Tze Liang Ahmad Amsyar Azman          | Malaysia        | 382.77       | 8            | 404.61    | 6      |
| 7    | Illja Kvaša Oleksij Pryhorov              | Ucraina         | 420.81       | 4            | 403.65    | 7      |
| 8    | Nicholas Robinson-Baker Christopher Mears | Gran Bretagna   | 388.92       | 7            | 391.53    | 8      |
| 9    | René Hernández Jorge Luis Pupo            | Cuba            | 366.99       | 12           | 381.72    | 9      |
| 10   | Kim Yeong-nam Woo Ha-ram                  | Corea del Sud   | 378.24       | 10           | 377.34    | 10     |
| 11   | Stefanos Paparounas Michail Fafalis       | Grecia          | 382.77       | 8            | 376.02    | 11     |
| 12   | Giovanni Tocci Andreas Billi              | Italia          | 372.96       | 11           | 362.88    | 12     |
| 16.5 | H09.5                                     |                 |              |              | 00:55.635 | O      |
| 13   | Alfredo Colmenarez Jesús Liranzo          | Venezuela       | 360.03       | 13           |           |        |
| 14   | Héctor García Nicolás García              | Spagna          | 341.16       | 14           |           |        |
| 15   | Chow Ho Wing Jason Poon                   | Hong Kong       | 326.46       | 15           |           |        |
| 16   | Frandiel Gómez Argenis Alvarez            | Rep. Dominicana | 323.46       | 16           |           |        |
| 17   | Andryan Andryan Akhmad Sukran Jamjami     | Indonesia       | 313.26       | 17           |           |        |
| 18   | Ng Wai Hou Leong Kam Cheong               | Macao           | 299.70       | 18           |           |        |
| 19   | Dimitry Prosvirinin Dmitriy Sorokin       | Azerbaigian     | 294.66       | 19           |           |        |